# (51829) Williemccool
(51829) Williemccool (2001 OD41) – planetoida z grupy pasa głównego asteroid okrążająca Słońce w ciągu 3,44 lat w średniej odległości 2,28 j.a. Odkryta 21 lipca 2001 roku.